# Zelená perla
Zelená perla je anketa o nejhloupější výrok z oblasti životního prostředí, kterou od roku 1995 vyhlašuje ekologické sdružení Děti Země. „Cílem ankety je upozornit na autory výroků, kteří bagatelizují ochranu přírody a životního prostředí a činnost na jejich ochranu.“
Návrhy výroku k ocenění může zaslat organizátorům kdokoli. Vítěze ceny vybírá stejně jako Ropáka roku více než stočlenná komise, která bodováním vybírá z nominovaných kandidátů. Členy komise jsou zástupci ekologických organizací, ekologové, politici, filozofové, sociologové, vysokoškolští pedagogové, publicisté, umělci, politici apod. Mezi členy byli např. sociolog Jan Keller, filozof Erazim Kohák, písničkář Pepa Nos, a teatrolog Vladimír Just.
Prvním držitelem ceny Zelená perla byl Václav Klaus, který jako předseda české vlády prohlásil v aule Univerzity Palackého v Olomouci 24. dubna 1995: „Ekologie není věda. S vědou nemá nic společného. Je to ideologie.“. Václav Klaus je také historicky „nejúspěšnějším“ autorem oceněných výroků, cenu získal celkem třikrát v letech 1995, 2005 a 2007. Dvakrát byl oceněn Andrej Babiš (2013 a 2019). 

## Oceněné výroky
Chronologický přehled oceněných výroků:
- 1995 – Václav Klaus, předseda české vlády a předseda ODS za výrok „Ekologie není věda. S vědou nemá nic společného. Je to ideologie.“
- 1996 – Jefim Fištejn, šéfredaktor Lidových novin za výrok „…za deset let poctivec Patočka třeba i uzná, že síla ozonové vrstvy kolísá, dejme tomu, v časových cyklech, že kácení dešťových pralesů tu je vyváženo novou výsadbou jinde, že snížení celkové výměry zemědělské půdy je z hlediska globální výživy ukazatel stejně relevantně znepokojivý jako klesající počet žebřiňáků.“
- 1997 – Petr Nečas, poslanec za ODS a předseda výboru pro obranu a bezpečnost PS PČR: „Je třeba redukovat zákon o ochraně přírody, protože brání v podnikání. Zatím žel tomu brání skupina fundamentalistů v parlamentu.“
- 1998 – Libor Řehák, pracovník odboru státní správy lesů a myslivosti MZe ČR a bývalý prezident Asociace profesionálních myslivců: „Nekontrolované šíření rysa je v rozporu se základní Listinou lidských práv a svobod.“
- 1999 – Lukáš Mikulecký, bývalý přednosta Okresního úřadu v Jindřichově Hradci: „Zachovalá příroda je pro Jindřichohradecko, které dnes patří již mezi pět nejchudších okresů v republice, vlastně prokletím.“
- 2000 – Rudolf Zeman, pracovník Kriminalistického úřadu Policejního prezidia ČR: „Radikální ekologové jsou problémem vzhledem k tomu, že hesla, která propagují, jsou většinou pravdivá a mají podporu veřejnosti, ale i policistů.“[5]
- 2001 – František Brožík, poslanec za ČSSD a místopředseda Poslanecké sněmovny PČR: „Vztek si chodím vybíjet do lesa, kde střílím bažanty, srnce a muflony. Naučili mě to kamarádi a je to pro mě ta nejlepší relaxace – fantasticky si při tom vyčistím hlavu.“
- 2002 – Miroslav Binder, zemědělský podnikatel z Jemnice a nájemce pozemků u Rajchéřova: „Já mám jiný starosti, než se srát s nějakým záborníčkem křivým, nebo medovým, nebo co. A seru na ty jejich ptáky. Neznají hranici, kde je pták a kde je člověk.“
- 2003 – Petr Martiňák, starosta Horních Tošanovic a koordinátor Iniciativy R48: „Myslím, že neexistuje jen přirozená migrace, ale i umělá. Těch pár medvědů či vlků by se tedy dalo podle mého názoru čas od času přepravit do jiných oblastí.“
- 2004 – Václav Havlíček, vedoucí 2. bloku Jaderné elektrárny Temelín: „Ono takzvané vyhořelé palivo tedy můžeme bezpečně ukládat do země. Po třech stech tisících letech se jeho radioaktivita sníží na přípustnou úroveň a pak se s ním může nakládat jako s dnešním popílkem, komunálním odpadem a spoustou jiných produktů moderní civilizace.“[6]
- 2005 – Václav Klaus, prezident České republiky a čestný předseda ODS: „Občanská společnost je polemika se svobodnou společností! A je povinností každého demokrata ze všech svých sil, do konce svých věků proti ní bojovat!!!“[7]
- 2006 – Jaroslav Kubera, primátor Teplic a senátor Parlamentu ČR za ODS: „Navrhuji, abychom se peticemi příliš nezabývali, protože je stejně nevyřešíme, vzali je na vědomí a spíš nutili, aby nám je petičníci neposílali.“[8]
- 2007 – Václav Klaus, prezident České republiky a čestný předseda ODS: „Žádné ničení planety nevidím, nikdy v životě jsem neviděl a nemyslím, že nějaký vážný a rozumný člověk by to mohl říci.“[9]
- 2008 – Jaroslav Mencl, poradce předsedy dopravní komise Plzeňského kraje: „My v současné době připravujeme vznik občanského sdružení pod názvem Stromy zabíjejí, protože lidí, kteří skončili svůj život na stromech, neustále přibývá.“[10]
- 2009 – Pavel Kouda (ČSSD), náměstek hejtmanky Ústeckého kraje: „Prostě jsem pro prolomení limitů, aby se ta kultura tady trošičku zvedla.“[11]
- 2010 – Pavel Drobil, místopředseda ODS a bývalý ministr životního prostředí: „Unie by měla přehodnotit svůj vztah k jádru. Bez toho, že jadernou energii prohlásíme za čistý, obnovitelný zdroj, nemáme šanci splnit dvacetiprocentní cíl podílu těchto zdrojů na výrobě elektrické energie, který si Evropa vytyčila.“[12][13]
- 2011 – Jan Stráský ředitel Národního parku Šumava: „Zákon je dodržován tím, že bude neustále porušován, ale jeho porušování bude kryto jím umožněnými výjimkami“ [14]
- 2012 – Ladislav Jakl, tajemník prezidenta Václava Klause: „A nevěřte cyklomaniakům, že kolo je pokrok, že kolo je čistota a zdraví. Čuchněte k jejich propocenému triku a budete mít jasno, kdo tu zamořuje vzduch. Pachem i hloupými argumenty. Cyklistiku není třeba podporovat, ale naopak zakázat.“[15]
- 2013 – Andrej Babiš (ANO), ministr financí, předseda hnutí ANO a majitel firmy Agrofert: „My se jednou asi z té demokracie poděláme, všichni. Jak jinak totiž vysvětlit to, že se tu k dálnici vyjadřuje i jezevec, ekologický terorista a taky každý starosta chce mít výjezd.“[16]
- 2014 – Miloš Zeman, prezident České republiky: „Jako prezident udělám vše pro to, aby zločiny ekologických nebo zelených fanatiků dále nepokračovaly.“[17]
- 2015 – Vladimír Dlouhý, prezident Hospodářské komory, bývalý ministr průmyslu: „Vždycky je to poměrně složité interpretovat podobné studie a výsledky, ale tato skutečně ukazuje, že Třebíčsko a celá jižní část Vysočiny by velmi významně ekonomicky a dlouhodobě utrpěla, pokud by se Dukovany měly odstavovat nebo nerozšiřovat. Jakkoli jsou ta současná čísla na vodě, což autoři přiznávají, tak jejich závěr je nezpochybnitelný.“[18]
- 2016 – Roman Váňa (ČSSD), poslanec: „S auty je to náměstí hezčí, smysluplnější, živější, prázdné bez aut mi to přijde podle návrhů, co jsem viděl, ošklivější, nelidské.“[19]
- 2017 – Ján Štuller, vládní zmocněnec pro jadernou energetiku: „Cokoliv studujete, studenti a studentky, a cokoliv se učíte, co má souvislost s jadernou energetikou, je velice čestné, průzračné a potřebné, protože to patří k základním potřebám člověka vedle pitné vody, potravin a střechy nad hlavou.“[20]
- 2018 – Jaroslav Foldyna (ČSSD), poslanec, náměstek hejtmana Ústeckého kraje a zastupitel Děčína: „Jeďte se podívat dneska do Gabčíkova, kam třetina Evropy jezdí na dovolenou. Je to tam nádherné.“[21]
- 2019 – Andrej Babiš (ANO), předseda vlády ČR: „Ale my v Čechách máme rádi přírodu. Máme obrovský program na vodu. My chceme zasadit deset milionů listnáčů. Kůrovec nám žere lesy. My chceme znovu motýle. A ty včely mají rády tu řepku. Můžou si kecat novináři, co chtějí. Mají. Je to pravda. Jsem byl v Lysé nad Labem na výstavě.“[22]
- 2020 – Richard Brabec (ANO), ministr životního prostředí: „Přehnaný aktivismus vráží do společnosti velký klín a je v té morální rovině téměř stejně tak nebezpečný jako samotná klimatická změna.“[23]
- 2021 – Pynelopi Cimprichová (Švýcarská demokracie), předsedkyně hnutí Švýcarská demokracie: „Rostliny potřebují kysličník uhličitý na fotosyntézu, aby vyráběly kyslík. Nevím, jak dalece se chce tento kysličník uhličitý snížit... A z čeho budou ty rostliny žít? Z čeho nám budou vytvářet kyslík?”[24]
- 2022 – Jiří Svoboda (politik ANO), primátor města České Budějovice, v odpovědi na otázku, „co by pro vaše město znamenalo, kdyby v něm vyschla řeka a jak by se to projevilo“: „Ve vztahu k městu jsou řeky (máme dvě) spíše nákladnou dopravní překážkou – musíme stavět a opravovat mosty a řešit následky povodní či zachraňovat topící se. Také musíme pravidelně trénovat stavby protipovodňových stěn a v případě povodní je montovat. Pokud by trvale zmizely, pominou i výše zmíněné problémy, ušetříme v rozpočtu, plochu využijeme pro parkování, které nám zoufale chybí (naše město má pouhých 55 km2).“[25]
- 2023 – Štěpán Křeček, ekonom a člen poradního sboru vlády Petra Fialy, v rozhovoru pro Seznam Zprávy o tom, co brání rychlejšímu tempu bytové výstavby: „Nemůžeme být skanzen, který tady bude pořád udržovat nějaká pole, která v podstatě nic nenesou. Ty budovy by přinesly daleko větší ziskovost.“[26]